# 玻利瓦爾鎮區 (阿肯色州傑佛遜縣)
玻利瓦爾鎮區（英語：Bolivar Township）是位於美國阿肯色州傑佛遜縣的一個行政鎮區。

## 地方資料
玻利瓦爾鎮區的面積為121.95平方千米，當中陸地面積為111.70平方千米，而水域面積為10.25平方千米。根據2010年美國人口普查的數據，當地共有人口382人，而人口密度為每平方千米3.13人。